# Scrophularia elegantissima
Scrophularia elegantissima är en flenörtsväxtart som beskrevs av K. H. Rechinger och Wendelbo. Scrophularia elegantissima ingår i släktet flenörter, och familjen flenörtsväxter. Inga underarter finns listade i Catalogue of Life.